# Члухув
Члу́хув (пол. Człuchów, до конца XIV века —  Słuchów; нем. Schlochau) — город  в Польше, входит в Поморское воеводство,  Члухувский повят.  Имеет статус городской гмины. Занимает площадь 12,48 км². Население — 14 625 человек (2005).

## Известные люди
- Жмуда-Тжебятовская, Марта — актриса.

## Фотогалерея

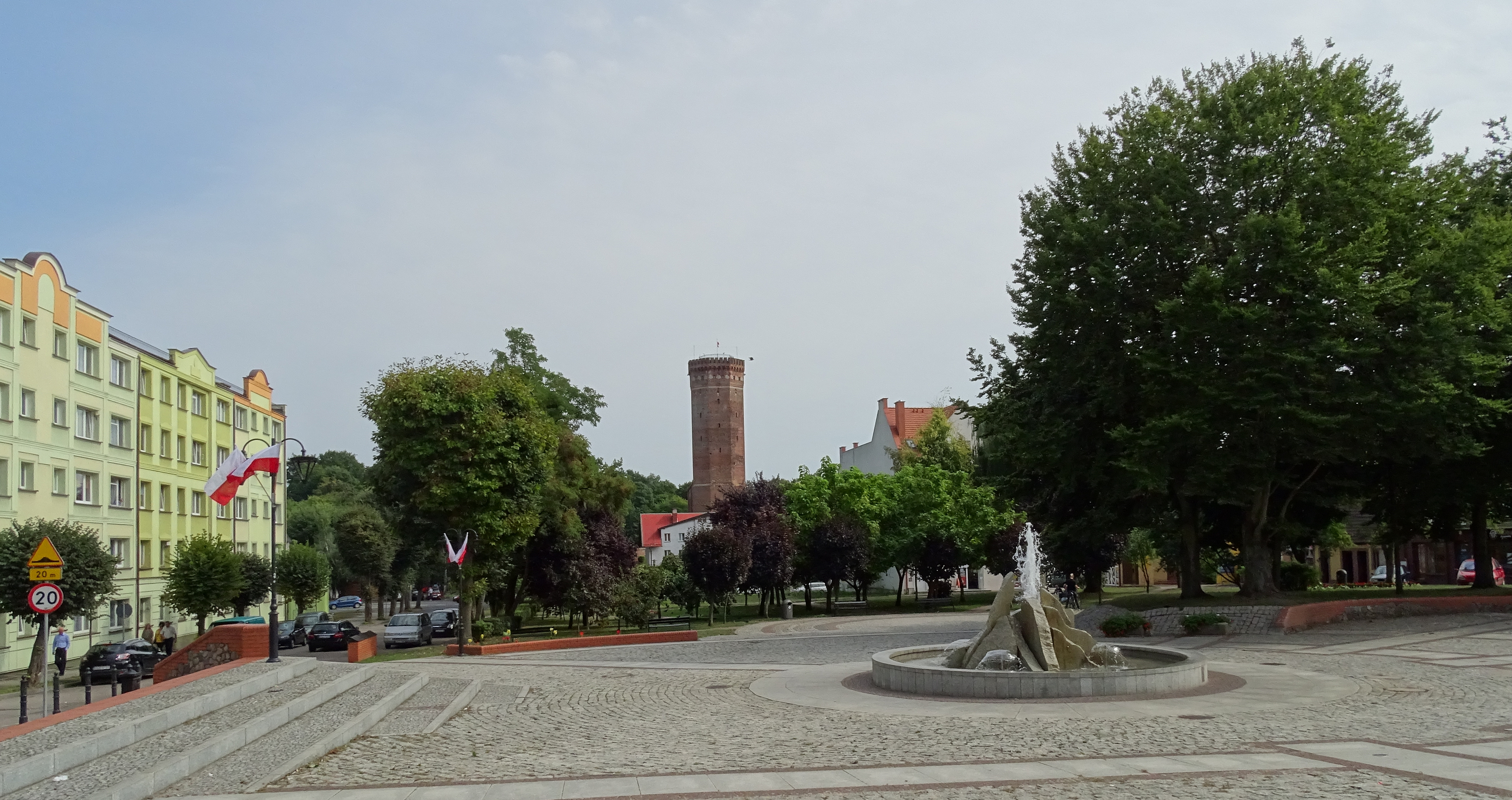
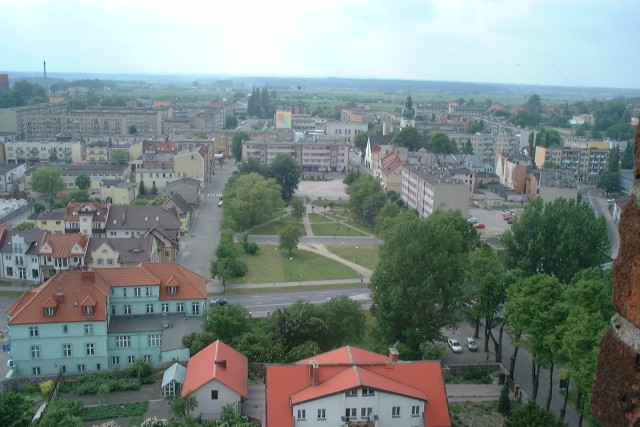
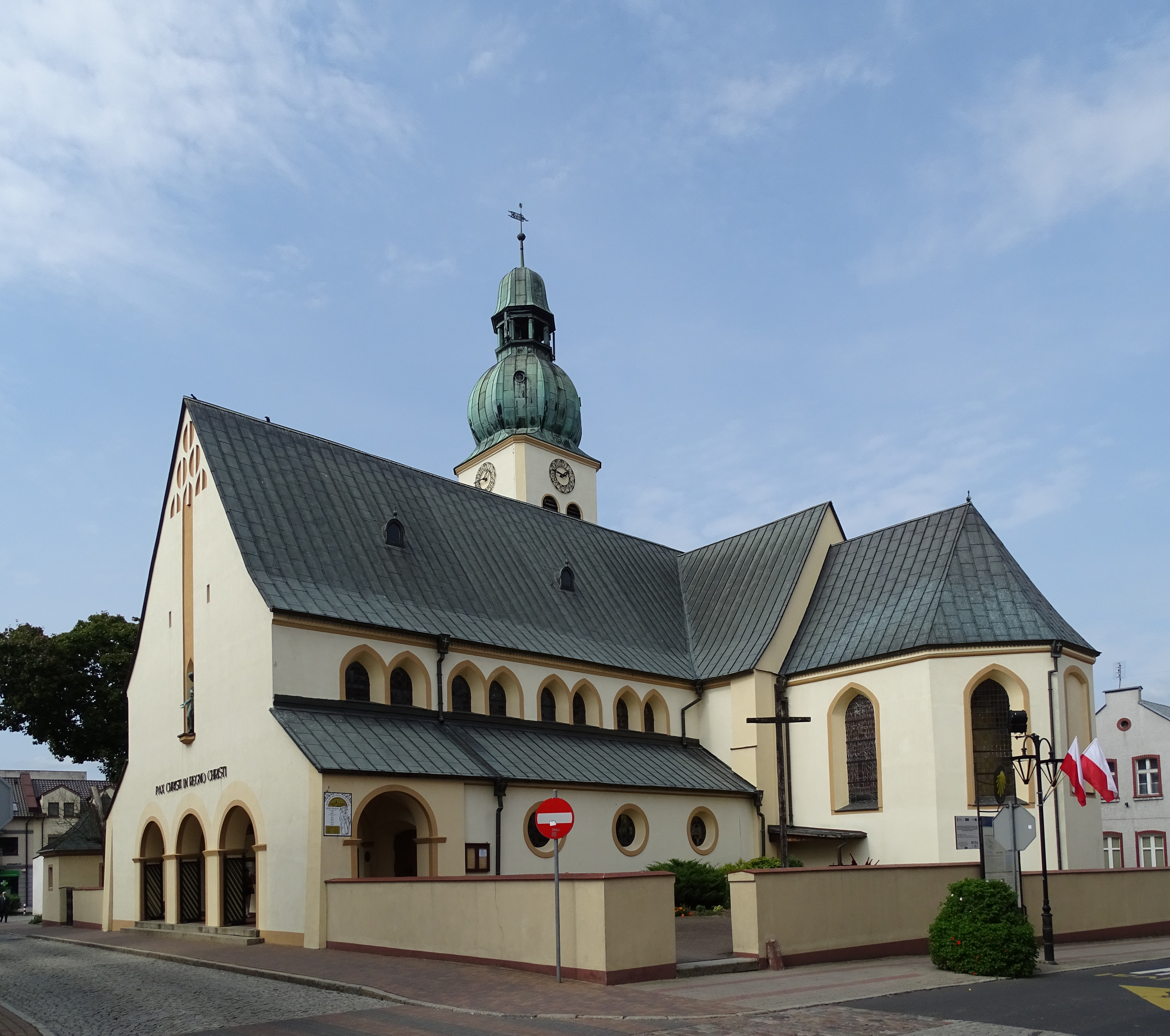
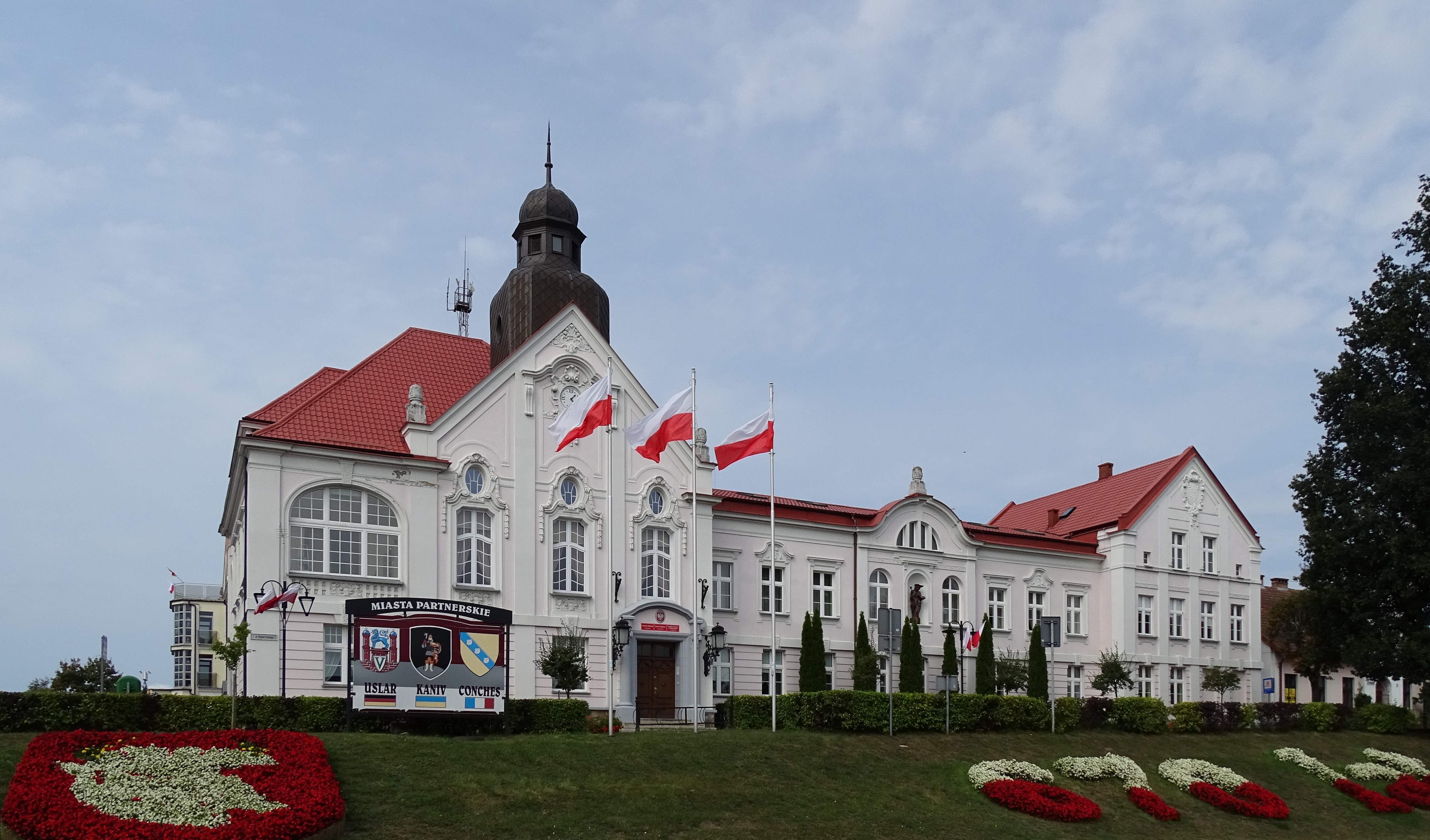